# Нармерова палета
Нармерова палета је направљена у спомен победе Тота над јужњачким племенима, а посвећена је богињи Хатор, припадала је Нармеру египатском фараону који је владао у 32. веку п. н. е. Откривена је 1898. године у Хиераконполису.
Палета представља први документ који говори о уједињењу Египта. Нармер је приказан како држи непријатеља за косу и спрема се да му разбије главу буздованом, док около леже мртви непријатељи. Нармер на глави има круну Горњег Египта. Представљено је и шест биљака папируса на којима стоји Хорус, који представља знак за земљу.
Име овог фараона исписано је симболима (нар-сом, мер-длето).
На реверсу бик руши зидине града, што је симбол Нармерове победе.